# En annan tid
En annan tid är ett musikalbum från 2004 av den svenska popduon Nina & Kim bestående av Nina Inhammar och Kim Kärnfalk. Albumet gavs ut på Bonnier Music.

## Låtlista
1. "Säg det nu" - David Andersson (m), Henrik Edenhed (t, m)
2. "Bortom tid och rum" - Lotta Ahlin (m), Tommy Lydell (m), Kent Olsson (t)
3. "Om du stannar hos mig" - Larry Forsberg (t, m), Lennart Wastesson (t, m), Sven-Inge Sjöberg (t, m)
4. "Hallå hela pressen" - Mia Kempff (t, m), Ackie Kempff (t), Strix Q (m)
5. "Allt som jag ser" - Markus Sjöberg (t, m), Leif Larsson (t, m)
6. "En gång för alla" - Gustaf Eurén (t, m), Niclas Arn (t, m), Karl Eurén (t, m)
7. "Tror på dig" - Negin (t, m), Ian-Paulo Lira Escobar (t, m), Nina Inhammar (t, m), Kim Kärnfalk (t, m)
8. "I vårsolens sken" - Nina Inhammar (t, m), Kim Kärnfalk (t, m), Kent Larsson (t, m), Peter Landin (t, m)
9. "Om du vågar om du vill" - Johan Röhr (t, m), Micke Littwold (t, m)
10. "Hand i hand" - Johan Wetterberg (t, m), Carl von Schoenberg (t, m)
11. "Innan sommaren tar slut" - Johan Röhr (t, m)
12. "Kommer du med mig då" - Markus Sjöberg (t, m), Leif Larsson (t, m)

## Listplaceringar
| Lista (2003-2004) | Topplacering |
| ----------------- | ------------ |
| Sverige           | 12           |

### Fotnoter
1. ↑  ”En annan tid”. Svensk mediedatabas. 26 februari 2004. http://smdb.kb.se/catalog/id/001431792. Läst 2 oktober 2015.
2. ↑  ”En annan tid”. Swedishcharts. 26 februari 2003. http://www.swedishcharts.com/showitem.asp?interpret=Nina+%26+Kim&titel=En+annan+tid&cat=a. Läst 2 oktober 2015.